# Corinnomma
Corinnomma là một chi nhện trong họ Corinnidae.

## Các loài
- Corinnomma afghanicum Roewer, 1962 – Afghanistan
- Corinnomma albobarbatum Simon, 1898 – St. Vincent
- Corinnomma comulatum Thorell, 1891 – India (Nicobar Is.)
- Corinnomma javanum Simon, 1905 – Thailand, Singapore, Indonesia (Java, Borneo)
- Corinnomma lawrencei Haddad, 2006 – Tanzania, Mozambique, South Africa
- Corinnomma moerens Thorell, 1890 – Indonesia (Sumatra)
- Corinnomma olivaceum Simon, 1896 – Ethiopia
- Corinnomma plumosa (Thorell, 1881) – Indonesia (Moluccas)
- Corinnomma rapax Deeleman-Reinhold, 1993 – Indonesia (Sumatra, Borneo)
- Corinnomma rufofuscum Reimoser, 1934 – India
- Corinnomma semiglabrum (Simon, 1896) – Zimbabwe, South Africa, Swaziland
- Corinnomma severum (Thorell, 1877) (type) – India to China, Philippines, Indonesia (Sumatra, Sulawesi)
- Corinnomma thorelli Simon, 1905 – Indonesia (Java)
- Corinnomma yulinguana Barrion, Barrion-Dupo & Heong, 2013 – China